# Bar Hebreu
Gregório Bar Hebreu (em latim: Bar Hebraeus; em siríaco: ܓܪܺܝܓܳܘܪܺܝܳܘܣ ܒܰܪ ܥܶܒ݂ܪܳܝܳܐ; romaniz.: Grigoriyos bar ʿEḇroyo; Melitene, Sultanato de Rum (atual Turquia, agora na província de Elaze), 1226 - Maragha, Pérsia, 30 de julho de 1286) foi um católico da Igreja Ortodoxa Síria no século XIII. É conhecido por suas obras que abordam filosofia, poesia, linguagem, história e teologia. Nasceu como Abul Faraje ibne Harune al-Malati (Abū'l-Faraj bin Hārūn al-Malaṭī) tendo possivelmente adicionado "Gregório" a seu nome em sua consagração como bispo. Ao longo de sua vida foi referido como Bar ʿEbrāyā (transliterado como Bar ʿEbroyo), o que deu origem ao latinizado Bar Hebreu, "Filho do Hebraico".
Sob os cuidados de seu pai começou os estudos de medicina e de muitos outros ramos do conhecimento que ele prosseguiu em Antioquia e Trípoli, nunca tendo abandonado em sua vida. Em 1246, foi consagrado bispo de Gubos pelo patriarca Inácio II e no ano seguinte foi transferido para a Sé de Lacabene. Foi colocado na diocese de Alepo por Dionísio em 1252 e foi consagrado Primaz do Oriente por Inácio III em 1264. Devido as inúmeras viagens realizadas em sua província acumulou imensa erudição tornando-se familiarizado com boa parte dos ramos seculares e religiosos; Bar Hebreu vivenciou as invasões mongóis do Oriente Médio. Hebreu faleceu em 1286 tendo sido sepultado no convento de Mar Mateus perto de Moçul.

## Escritos
Seu mais proeminente trabalho enciclopédico é seu Hewath Hekhmetha, "O Creme da Ciência" que detalha quase todos os ramos do conhecimento humano, compreendendo toda a disciplina aristotélica além de escritos árabes. Além desta outras enciclopédias como Teghrath Teghratha, "Comércio de Comércios (resumo do anterior), Kethabha dhe-Bhabhatha, "Livro das pupilas dos olhos (lógica e dialética) e Kethabha dhe-Sewadh Sophia, "Livro da Sabedoria e Expressão" (física e metafísica) são outras enciclopédias proeminentes produzidas por ele.

No ramo bíblico seu trabalho mais célebre foi Aucar Raze, "Armazém de Segredos", um tratado com comentários críticos e doutrinários sobre a Bíblia. Nesta ressalta expõe trechos de autores anteriores a eles, o que foi importante para o processo de conservação dos mesmos. Hebreu deixou um grande trabalho histórico intitulado Makhtbhanuth Zabhne, "Chronicon", onde elucida a história desde a criação até sua época; dividi-se em duas partes: Chronicon syriacum que narra a história civil e Chronicon ecclesiasticum que narra a história religiosa. No campo da teologia tem-se Menarath Qudhshe, "Lâmpada do Santuário" e Kethabha dhe-Zalge, "Livro de Raios", um resumo da primeira. Como asceta tem-se os tratados Kethabha dhe-Ithiqon, "Livros de Ética" e Kethabha dhe-Yauna, "Livro da Pomba", um guia ascético. Tratados sobre gramática ("Livro do Esplendor", "Livro da Faísca"), textos jurídicos (Kethabha dhe-Hudhaye, "Livro da Direção"), matemática, astronomia, cosmografia e medicina. 